# Il codice del silenzio (film 2017)
Il codice del silenzio (Burning Sands) è un film del 2017 diretto da Gerald McMurray.
Film drammatico statunitense sceneggiato da McMurray con Christine Berg. Vede tra i suoi protagonisti Trevor Jackson, Alfre Woodard, Steve Harris, Tosin Cole, DeRon Horton e Trevante Rhodes.
Il film è stato presentato in anteprima mondiale al Sundance Film Festival il 24 gennaio 2017, prima di essere distribuito globalmente il 10 marzo 2017 sulla piattaforma di video on demand Netflix.

## Trama
Cinque giovani ragazzi si impegnano nella confraternita Lambda Lambda Phi presso l’Università storicamente nera di Frederick Douglass. 
Zurich e i suoi quattro compagni passano la “settimana infernale” dei nuovi adepti per superare atti di nonnismo e prepotenza.

## Produzione
Nel gennaio 2016 fu annunciato che Gerald McMurray avrebbe scritto e diretto il film Burning Sands insieme a Stephanie Allain e Jason Michael Berman come produttori. Si decise che il film sarebbe stato distribuito su Netflix.